# Cesare Tamaroccio
Cesare Tamaroccio  ou Cesare Tamarozzo est un peintre italien qui fut actif au cours du premier quart du XVIe siècle.

## Biographie
Le style de Cesare Tamaroccio s'inspire de la peinture de l'école bolonaise du début du XVIe siècle. 
Tamaroccio probablement provenait de Bologne et peut avoir participé à la décoration de l'oratoire de l'église Santa Cecilia, la plus éminente réalisation dans le contexte de la peinture à Bologne du siècle (1505–1506) où entre autres Lorenzo Costa, Francesco Francia et Amico Aspertini, travaillèrent aux fresques commandées par Giovanni II Bentivoglio.
Un tableau de sa composition est visible au musée Museo Poldi Pezzoli à Milan.

## Principales œuvres
- Le Baptême de Valérien et le Martyre de sainte Cécile (fresque), oratoire de l'église Santa Cecilia, Bologne.
- Vierge à l'Enfant avec saint Jean enfant, huile sur panneau de 57,5 cm × 42,5 cm, Inscription : « CESAR./.TAMAROCIUS. », inv. 307, Museo Poldi Pezzoli, Milan.
- Sant'Agostino, (1500-1524), fresque, église San Giacomo Maggiore, Bologne[1].

## Sources
- Voir liens externes.